# Выборы в Европейский парламент в Греции (2014)
Выборы в Европейский парламент в Греции прошли 25 мая 2014 года одновременно с местными выборами. На выборах будет избрана греческая делегация, состоящая из 21 депутата.
По сравнению с предыдущими европейскими выборами 2009 года греческая делегация была уменьшена с 22 до 21 депутата, так как в результате подписания Лиссабонского договора в декабре 2009 года общее количество мест Европарламента ограничено 751 депутатом.
В результате крупнейшей партией стала партия СИРИЗА Алексиса Ципраса, получившая 6 из 21 места греческой делегации Европарламента.

## Результаты
| Партия | Партия | Фракция в европарламенте | Лидер                                      | Голоса    | Голоса  | Голоса   | Места | Места |
| Партия | Партия | Фракция в европарламенте | Лидер                                      | Число     | %       | ± %      | Число | ±     |
| ------ | --- | ------------------------ | ------------------------------------------ | --------- | ------- | -------- | ----- | ----- |
|        | ΣΥΡΙΖΑ | ЕОЛ                      | Алексис Ципрас                             | 1.516.634 | 26,60 % | +21,90 % | 6     | +5    |
|        | Новая демократия | ЕНП                      | Антонис Самарас                            | 1.295.967 | 22,71 % | -9,59 %  | 5     | -3    |
|        | Народная ассоциация — Золотая Заря | -                        | Никос Михалолиакос                         | 536.409   | 9,38 %  | +8,92 %  | 3     | +3    |
|        | Оливковое дерево (ПАСОК, Договор для Новой Греции, Динамическая Греция, ПОЛИТЕЙЯ 2014 и др. социал-демократы)                                | ПАСД                     | Евангелос Венизелос Андреас Ловердос и др. | 457.573   | 8,02 %  | -28,62 % | 2     | -6    |
|        | Река | ПАСД                     | Ставрос Теодоракис                         | 376.629   | 6,61 %  | Новая    | 2     | Новая |
|        | Коммунистическая партия Греции | ЕОЛ                      | Димитрис Куцумбас                          | 347.467   | 6,07 %  | -2,28 %  | 2     | -     |
|        | Независимые греки | -                        | Панос Камменос                             | 197.536   | 3,47 %  | Новая    | 1     | Новая |
|        | Народный православный призыв | ЕСД                      | Георгиос Каратзаферис                      | 153.920   | 2,70 %  | -4,45 %  | -     | -2    |
|        | Греческие европейские граждане | -                        | Георгиос Хадзимаркакис                     | 82.220    | 1,46 %  | Новая    | -     | Новая |
|        | Демократические левые-Прогрессивное сотрудничество                                                                                           | ПАСД                     | Фотис Кувелис                              | 68.695    | 1,21 %  | Новая    | -     | Новая |
|        | Союз Отечества и народа (Союз отечества и народа, Новая метаморфоза радикальная реконструкция, Христианско-демократическая партия Греции, .) | -                        | Байрон Полидоас и др.                      | 59.291    | 1,04 %  | Новая    | -     | Новая |
|        | Партия греческих охотников | -                        | Георгиус Цагканелиус                       | 57.000    | 1,00 %  | -0,26 %  | -     | -     |
|        | Партии, набравшие меньше 1 % голосов | -                        |                                            |           | 9,73 %  | -        | -     | -     |